# اليوم الثامن
اليوم الثامن مسلسل تركي قصير درامي بوليسي عرض لأول مرة على قناة أي تي في في 19 مارس 2018 وانتهى عرضه في 7 مايو من نفس السنة. بطولة كل من بورجو بيريجيك وموسى أوزونلار.

## قصة المسلسل
يحكي المسلسل عن قصة سقوط الطائرة التركية التي كانت تقل عدد من المهندسين. والغضب الذي تلى الحادثة نتيجة اعلان السلطات عدم معرفتها لسبب الحادث.

## الممثلون والشخصيات =
- بورجو بيريجيك: بهار يوكسال
- موسى أوزونلار: حياتي ساهين
- بوجرا جولسوي: أوزان دمير
- جيداء دوفنجي: شهناز يوكسال
- جم دافران: عزيز أوغور بوزتبه
- يغيت كيرازجي: أحمد أكشي
- هاكان كورتاش: رستم ألابان
- جوكتشه ينارداغ: جوكتشه
- سرمت يشيل: سرمت
- دنيز كارا أوغلو: دنيز
- أورهان جونار: أورهان